# 駝背綠鸚嘴魚
駝背綠鸚嘴魚，為輻鰭魚綱鱸形目隆頭魚亞目鸚哥魚科的其中一種，分布於西印度洋的紅海海域，本魚體呈橢圓形，幼魚體黑色具數條較寬的白色平行縱紋，尾鰭黑色不透明，尾鰭截形。約20公分的魚體，體暗灰色帶棕綠色，且魚體越大藍綠色調越明顯。較大的雄魚嘴角具鮮豔的綠色斑紋，雌魚則有黃色光澤，體長可達70公分，體重可達4公斤，幼魚棲息在較淺的珊瑚礁區，通常單獨活動，成魚棲息在礁石區，成群活動，以藻類為食，在夜間，用黏液和氣泡製作一個袋子，以防止夜間掠食者的襲擊，可做為食用魚及觀賞魚，有雪卡魚中毒的報告。